# カナディアン・メディカル・アソシエーション・ジャーナル
カナディアン・メディカル・アソシエーション・ジャーナル（英語：Canadian Medical Association Journal、略称：CMAJ）は、カナダ内科学会 (CMA)によって2週間に1回発行される一般医学雑誌である。同誌は、カナダおよび世界の人々の健康を増進するような刷新的な調査や発案を掲載している。CMAJは臨床調査の原著論文、分析、論評記事、ニュース、新規開業案内および思考を刺激するような編集記事を掲載する。
CMAJは、優れた一般医学雑誌のうちのひとつであると見做されている。CMAJのインパクトファクターは5.959（2014年）であり、同誌のウェブサイトは年間2500万以上閲覧される。

## 有名な論文
CMAJは、1922年のバンティングとベストの論文『Pancreatic extracts in the treatment of diabetes mellitus（糖尿病の治療における膵抽出物の役割）』を掲載した雑誌である。

## 無料アクセス
CMAJは、創刊された1911年からの版をすべて電子版にして無料公開している。過去のアーカイブ版もオンラインで無料閲覧できる。他誌では限られた項目や限られた年度のものまでしか無料公開されていない。

## 公共政策への影響
CMAJはカナダの公共政策にも影響を与えている。最近では「ジョーダンの原則」があげられる。ファースト・ネーションであった5歳の少年ジョーダン・リヴァー・アンダーソンが、彼の治療費は誰が払うのかと政府が言い争っているうちに、家族の誰にも見取られず孤独に死んだ事例をとりあげた主要論説記事で、同誌は、政府はファースト・ネーションの児童を優先して医療を施すべきであると主張した。
全国メディアの注目を惹いたこともあり、2007年の12月に、カナダ議会は満場一致で「ジョーダンの原則」、すなわち児童の医療にかかわる司法上の紛糾を解決するための「こども優先」の原則を採択した。

## 編集の中立性に関する議論
2006年2月20日に、長年編集長を続けてきたジョン・ホーイ (John Hoey)が、当時CMAJの所有者であったCMAメディアと編集の中立性について論争した挙句に解雇された。
CMAJでは、13人の女性に、カナダのあちこちの薬局でOTCの緊急避妊薬のレボノルゲストレルを買い、その体験を報告するように求めた。薬剤師側では、女性たちに、姓名、住所、最後に月経のあった日、避妊せずにセックスをしたのがいつか、普段はどのように出産を調整しているか、調剤の理由は何か、などの個人情報を質問した。これらの質問はカナダ薬剤師会 (the Canadian Pharmacists Association)から求められたものであり、薬剤師たちは得た情報をコンピューターに永久保存するように求められていた。カナダ女性健康ネットワーク (the Canadian Women's Health Network)は、これらの情報を収集するのは不必要なことであり、プライバシーの侵害だと述べた。カナダ薬剤師会はカナダ内科学会に、薬剤師たちの名前を記事から削除してもらいたいと訴えた。カナダ内科学会はCMAJに、求めに応ずるようにと指示した。それからカナダ内科学会は、理由を告げずに、ヒューイを解雇した。
2006年2月28日に、編集長代理のスティーヴン・チョイ (Stephen Choi)と同僚の編集者サリー・マレー (Sally Murray)が、同じ理由でCMAJを辞職した。そのため同誌には選任の編集職がいなくなり、誌の刊行がこの先どうなるのだろうかという疑問を呼び起こした。

2007年の1月に、ポール・ヘイバート博士が主任編集長の座に就いた。
2007年の4月に、CMAJの元スタッフがオープンアクセス雑誌の『オープン・メディシン (en:Open Medicine)』を新たに創刊した。

## 編集フェローシップ
CMAJでは毎年、"編集実習生"の若者を1年間のあいだ雇用する。実習生たちのいろいろな職務のうちには、記事の執筆や編集の補助も含まれる。編集実習生プログラムは人気が高いことが明らかになった。

## 歴史
カナディアン・メディカル・アソシエーション・ジャーナルは1911年に創刊された。